# Paul Barras
Ne doit pas être confondu avec Jacques-Melchior de Barras de Saint-Laurent.
Pour les articles homonymes, voir Barras.
Paul de Barras, dit le vicomte de Barras, puis Paul Barras, né le 30 juin 1755 à Fox-Amphoux et mort le 29 janvier 1829 à Paris, est un noble français, homme politique révolutionnaire, général de la Révolution et de l’Empire qui fut l'un des principaux Directeurs de la République à partir du 31 octobre 1795, et jusqu'au coup d'État du 18 brumaire an VIII.
Député à la Convention nationale pendant la Révolution française, il vote la mort de Louis XVI. Il apparaît comme l’un des hommes-clés de la transition vers le Directoire, dont il est l’un des membres les plus éminents. Assurant à deux reprises la présidence du Directoire, il est exilé après l’avènement de Napoléon Bonaparte. Ce n’est qu’après la restauration de la monarchie qu’il retourne en France où il meurt en 1829.

## Biographie

### Carrière militaire
Né dans une famille de vieille noblesse provençale, cousin de Jacques-Melchior de Barras de Saint-Laurent, vice-amiral, qui s'est distingué dans la Guerre d'indépendance des États-Unis, Paul de Barras est le fils d'un capitaine d'infanterie. Il entre dans l’armée à l’âge de seize ans en 1771, sert aux colonies (Isle de France) et prend part à des actions militaires aux Indes sous Bellecombe et le bailly de Suffren. Il concourt en Inde à la défense de Pondichéry contre les Anglais en 1778, et il est fait prisonnier.
Une fois libéré il rentre en France en 1780, sur le Sartine, qui s'échoue à l'entrée du port de Marseille,. Lors de son 2e engagement, il se trouve à bord de l'Actif de l'escadre de Suffren. Il rentre définitivement en France en 1783 à bord de la Julie bien-aimée. En 1786, il met fin à sa carrière en donnant sa démission au maréchal de Castries, ministre de la Marine, sous prétexte de maladie. Il se retire avec le grade de lieutenant, sa promotion ayant été refusée, et vient à Paris où il fréquente, en particulier, la cantatrice Sophie Arnould.
Sous la Convention, nommé représentant en mission, il sera chargé de réprimer l'insurrection fédéraliste à Marseille, puis à Toulon. Après la soumission de la ville de Marseille, il organise le siège de Toulon et la reprise de la ville, qui sera réalisée le 19 décembre 1793. Il est promu général de brigade le 1er août 1795.

### Révolution française
C’est par hasard qu’il assiste à la prise de la Bastille le 14 juillet 1789. Jusqu’alors, le vicomte de Barras n’a pas d’idées politiques bien arrêtées. Il rencontre Mirabeau chez Sophie Arnould. Peut-être est-ce cette rencontre qui l’incite à adhérer à la franc-maçonnerie, puis au club des jacobins et à se lancer dans la politique comme républicain. Candidat à la Législative, il est élu délégué du Var, parmi 554 autres délégués. Il n’est pas élu député, mais membre de la Haute-Cour d'Orléans. Celle-ci devant être dissoute, il rentre à Paris et est nommé commissaire près de l’armée d'Italie.
Par contrat signé en date du 12 janvier 1791, Barras épouse une femme de son pays, Marie-Pélagie Templier, née le 10 février 1759 à Cotignac dans une famille roturière. La dot doit s’élever initialement à 70 000 livres, mais Marie-Pélagie « n’apporte que son trousseau » puisqu’une clause prescrit le versement de la somme uniquement à la mort de son oncle Louis Moustiers. « Monarchiste et pieuse », l’épouse de Barras demeure une grande partie de sa vie à Fox-Amphoux, ne rejoignant Paul à Paris que peu de temps avant sa mort.

### Convention
Élu député suppléant du Var à la Convention en 1792, il siège avec les Montagnards et vote la mort du roi Louis XVI. Après la mort de ce dernier, la Convention, attaquée de toutes parts, nomme des représentants délégués dans les provinces et aux armées. Il part en mission dans les Basses et les Hautes-Alpes, puis une nouvelle fois à l'armée d’Italie. Face à l'insurrection qui se forme à Toulon, puis à Marseille, il fait preuve d'initiative et de courage et, persuadé de la trahison du général Brunet, il le fait arrêter au milieu de son armée. C'est là qu'il reçoit l'ordre de reprendre Toulon qui, insurgée sous l'action du parti royaliste, a ouvert le port aux flottes ennemies, britannique et espagnole, et livré une partie de la flotte aux Britanniques.
Craignant un débordement des ennemis, Barras confie à un jeune capitaine d’artillerie, nommé Napoléon Bonaparte, la défense des côtes de Provence. « Bonaparte, écrit Barras dans ses mémoires, faisait preuve alors de beaucoup d’activisme, et n’hésitait pas à se dire ultra-montagnard ». Barras lui accorde sa bienveillance et sa protection, mais ne lui attribue qu’un rôle secondaire dans la prise de Toulon. « Le meneur de la prise est le général Dugommier ».
Pourtant, après le siège de Toulon, Bonaparte est nommé général de brigade, avec ordre de se joindre à l'armée d'Italie. Il charge et couvre Fréron qui exerce une répression sanglante sur la population toulonnaise (fusillade de masse, fosses communes sur le champ de Mars à l'entrée de la ville, débaptisée et appelée Port-la-Montagne)

### Terreur

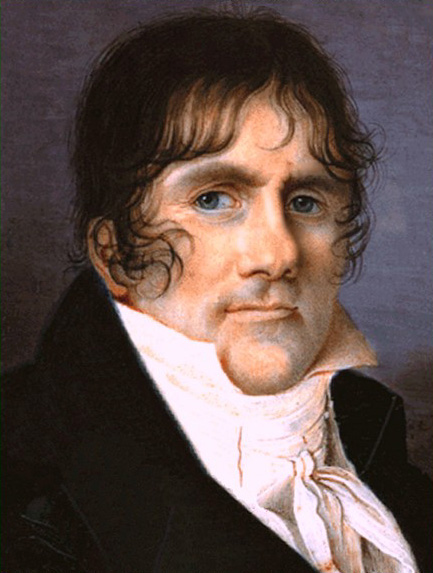
Paul Barras.

De retour à Paris, il est acclamé à la Convention. Par contre, l’accueil du Comité de salut public est glacial. Éloigné de Paris depuis un certain temps, il est surpris de voir la Terreur atteindre un tel paroxysme. Bientôt on l’accuse. Il est dénoncé pour avoir destitué le Tribunal révolutionnaire de Marseille. Ulcéré, il se bat et obtient gain de cause à la Convention et au club des Jacobins. Quelque temps plus tard, c’est en vain qu’il se rend avec Danton et Laignelot (Danton a été accusé de pillage lors d’une mission en Belgique) chez Robespierre. Le 31 mars 1794, Danton est arrêté.

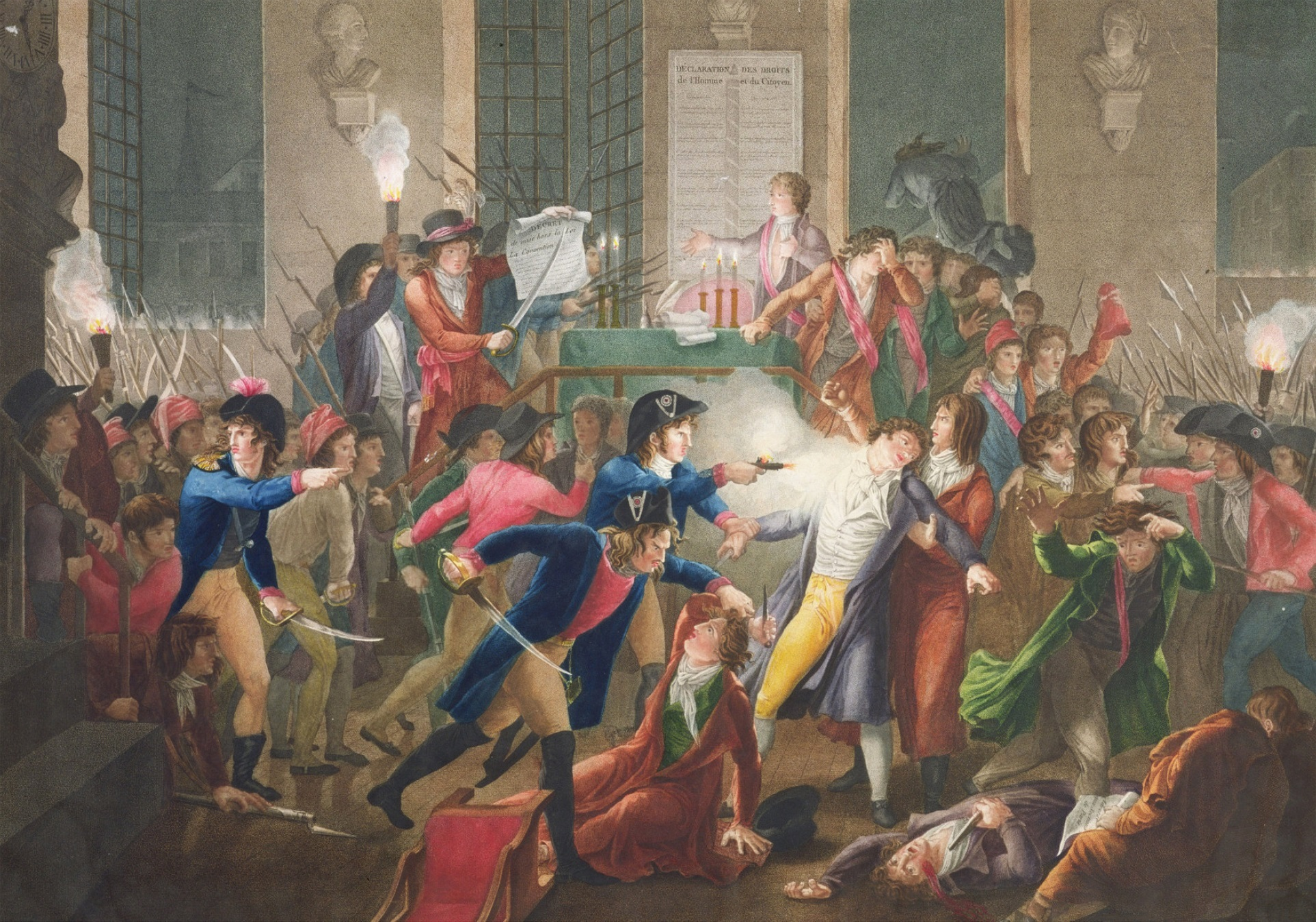
La nuit du 9 au 10 thermidor an II, gravure coloriée de Jean-Joseph-François Tassaert d'après Fulchran-Jean Harriet, musée Carnavalet, vers 1796.

Certains mémoires et écrits postérieurs au 9 Thermidor présentent Barras comme un anti-robespierriste résolu, avant même la chute de l'Incorruptible. Toutefois, de telles sources se révèlent tardives et douteuses. Par la suite, l'historiographie évoque parfois Barras comme un opposant mû par la crainte de voir Robespierre lui reprocher ses malversations et excès terroristes présumés. Or, d'après l'un des fragments autographes intégrés à ses Mémoires apocryphes, Barras affirme que lui et l'Incorruptible se considéraient comme des soutiens mutuels face à une « majorité factieuse des comités ». Du reste, le rappel à Paris du représentant en mission semble avoir été principalement décidé par deux autres membres du Comité de salut public, Billaud-Varenne et Collot d'Herbois.
Le 9 Thermidor an II, durant la séance houleuse qui précipite la chute de Robespierre à la Convention nationale, Barras — peut-être surpris par l'événement — n'adopte pas immédiatement une ligne de conduite. Robespierre et ses partisans sont arrêtés, puis libérés par les troupes de la Commune de Paris. Lors de la séance vespérale tenue à la Convention, des collègues députés pressent Barras de commander les soldats de la Garde nationale demeurés fidèles à l’assemblée. Son nom est vraisemblablement lancé en considération de son expérience militaire, et non d’un quelconque positionnement politique à l'encontre des robespierristes. Le député du Var commence par refuser, puis accepte sa nomination de général en chef devant l’insistance de la Convention. Contrairement aux allégations ultérieures de Germaine de Staël, Barras ne semble pas agir, ce soir-là, par souci « idéaliste » de mettre fin à la Terreur.
Commandant de la force armée de Paris, il s’empare de la personne de Robespierre.

### Directoire

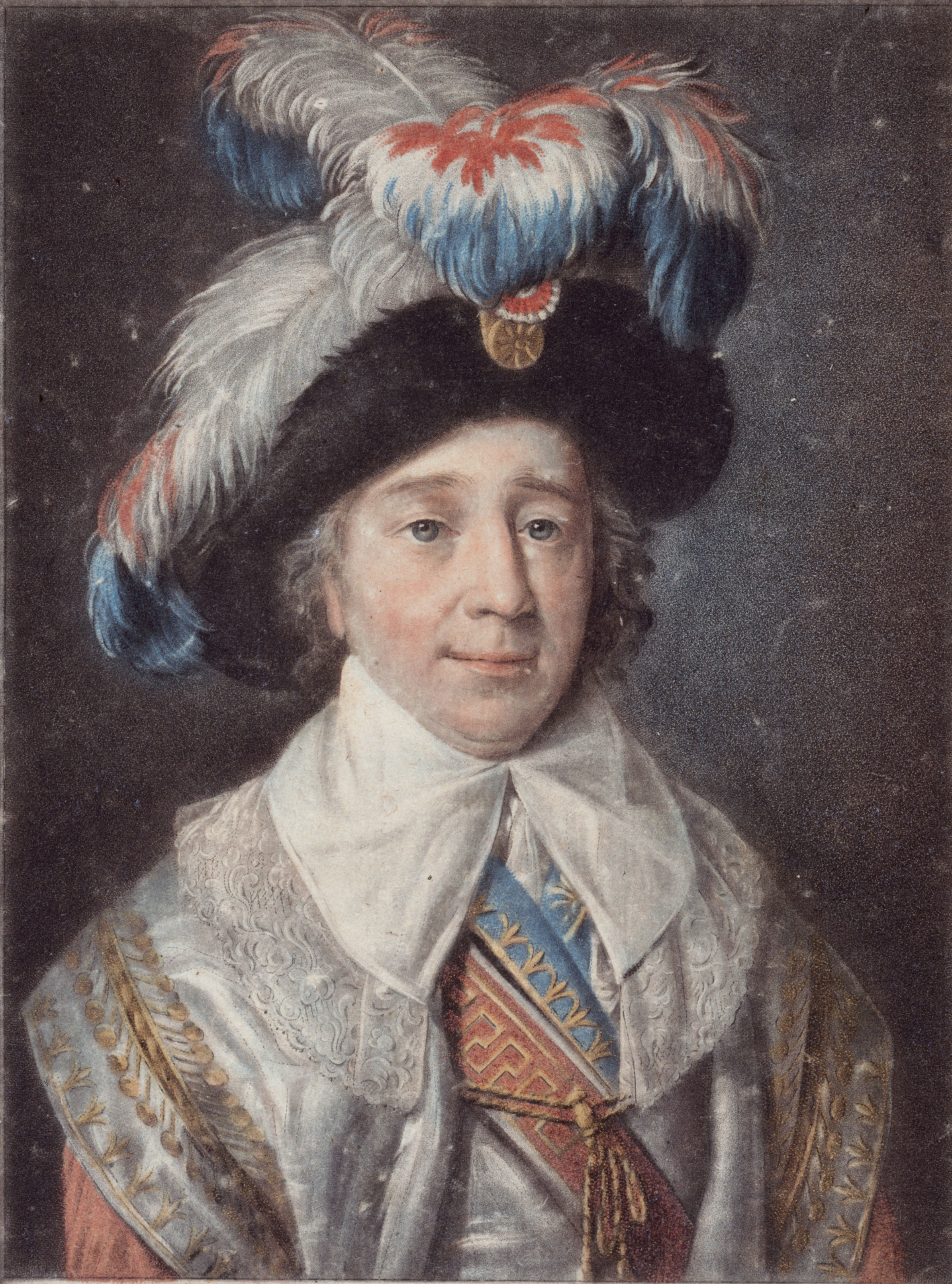
Portrait de Paul Barras portant son costume d'apparat de Directeur.
Aquatinte de Pierre-Michel Alix, Paris, musée Carnavalet, fin du XVIIIe siècle.

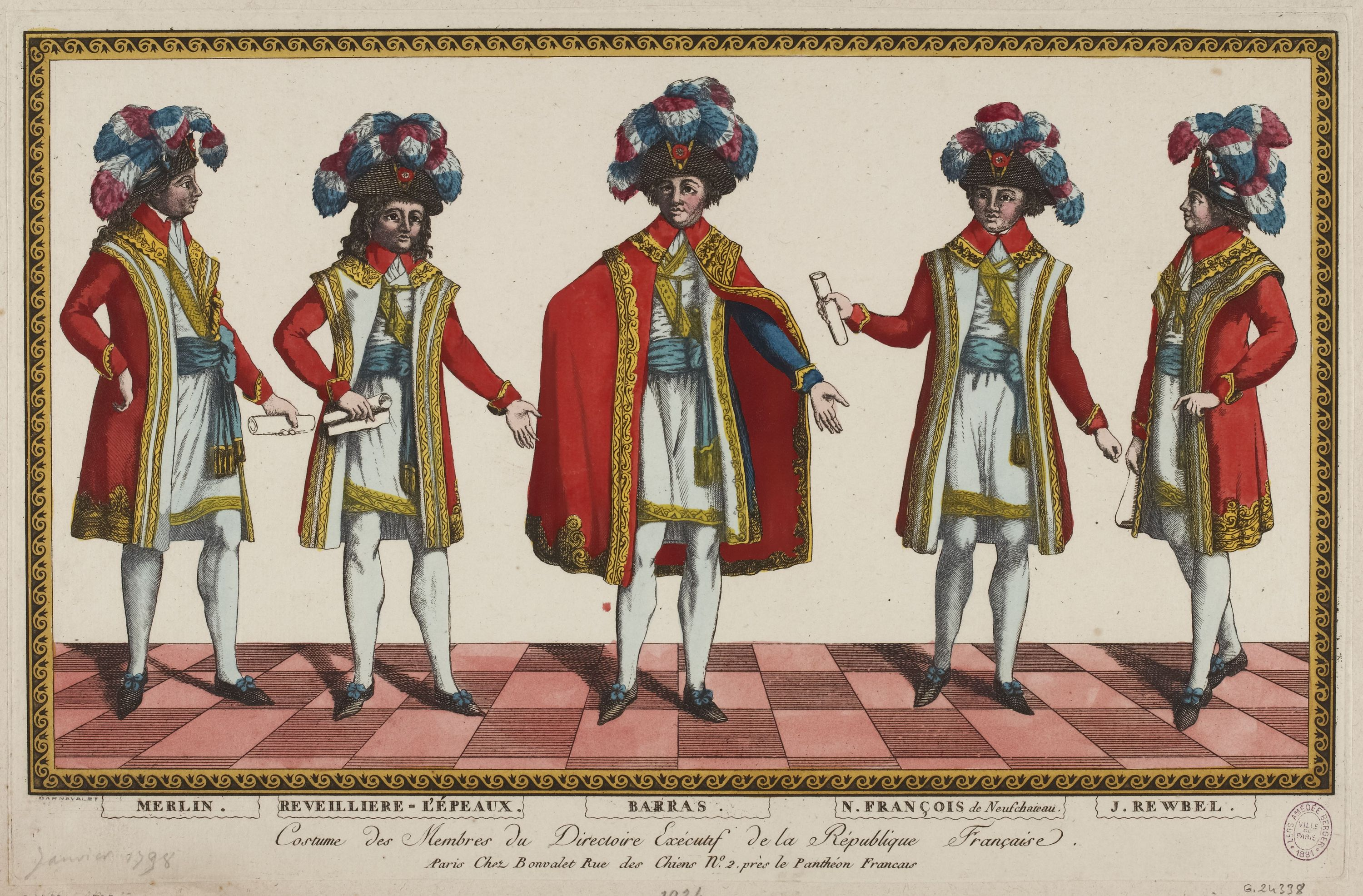
Les directeurs (Barras au centre).

Nommé membre du Comité de sûreté générale (décembre 1794), puis président de la Convention thermidorienne (février 1795), il est chargé de défendre la Convention contre les insurgés. Son rôle dans la journée du 13 Vendémiaire an IV (5 octobre 1795) est capital. Secondé par le général Bonaparte, il fait disperser l’insurrection par la mitraille.
Il est élu au Directoire, quelques jours après sa création, le 31 octobre 1795, où il joue un rôle-clé sans discontinuer pendant 4 ans, incarnant une gauche thermidorienne, mais ferme face aux menées royalistes. Il forme avec Reubell et La Réveillère une sorte de triumvirat. Pour assurer leur puissance, ces trois directeurs organisent le coup d'État du 18 fructidor an V (4 septembre 1797) et proscrivent deux de leurs collègues, Barthélemy et Lazare Carnot, le Président du Conseil des Anciens André-Daniel Laffon de Ladebat, ainsi qu’un grand nombre de membres des deux Conseils, accusés de tendances royalistes, comme les députés Jean-Charles Pichegru, Willot ou encore Viénot-Vaublanc. Il participe aussi au coup d'État du 22 floréal an VI (11 mai 1798) invalidant l’élection de 106 députés jacobins. Peut-être a-t-il entamé en 1799 une négociation avec les Bourbons en vue d’une restauration de Louis XVIII, mais il est devancé par le coup d'État du 18 Brumaire an VIII (9 novembre 1799).
Opportuniste, Barras charge à deux reprises en 1796 et 1797, son ami, le prospère entrepreneur Christophe Potter, d’une négociation secrète auprès de l'Angleterre visant à rétablir la monarchie française en échange d’une forte somme (15 millions de francs). À cet effet, Potter rencontre le ministre anglais, James Harris (1er comte de Malmesbury), qui ne prend pas sa proposition au sérieux. Ce lord et le comte Vincent-Marie de Vaublanc, parent par alliance de Potter, ont attesté tous deux de ce fait, dans leurs mémoires.

### Le 18 brumaire, l’exil, la fin de vie
À son retour d’Égypte, Bonaparte s'allie avec Sieyès pour renverser le Directoire. Au matin du 18 brumaire, Barras démissionne du Directoire, apportant ainsi « un concours inestimable à la réussite du coup d’État. » D’abord relégué dans son domaine de Grosbois, il est contraint à l’exil à Bruxelles. Il revient ensuite en Provence, avant un nouvel exil à Rome en 1810.
Sous la Restauration, il est autorisé, bien que régicide, à rentrer après la chute de l’Empire car c’est l’un des rares régicides à n’avoir pas adhéré à l’Acte additionnel aux constitutions de l’Empire, pendant les Cent-Jours.
Il meurt le 29 janvier 1829, accablé d’infirmités, oublié, dans le quartier de Chaillot, il est inhumé dans la 28e division du cimetière du Père-Lachaise à Paris.

### Vie privée, hommages et légendes

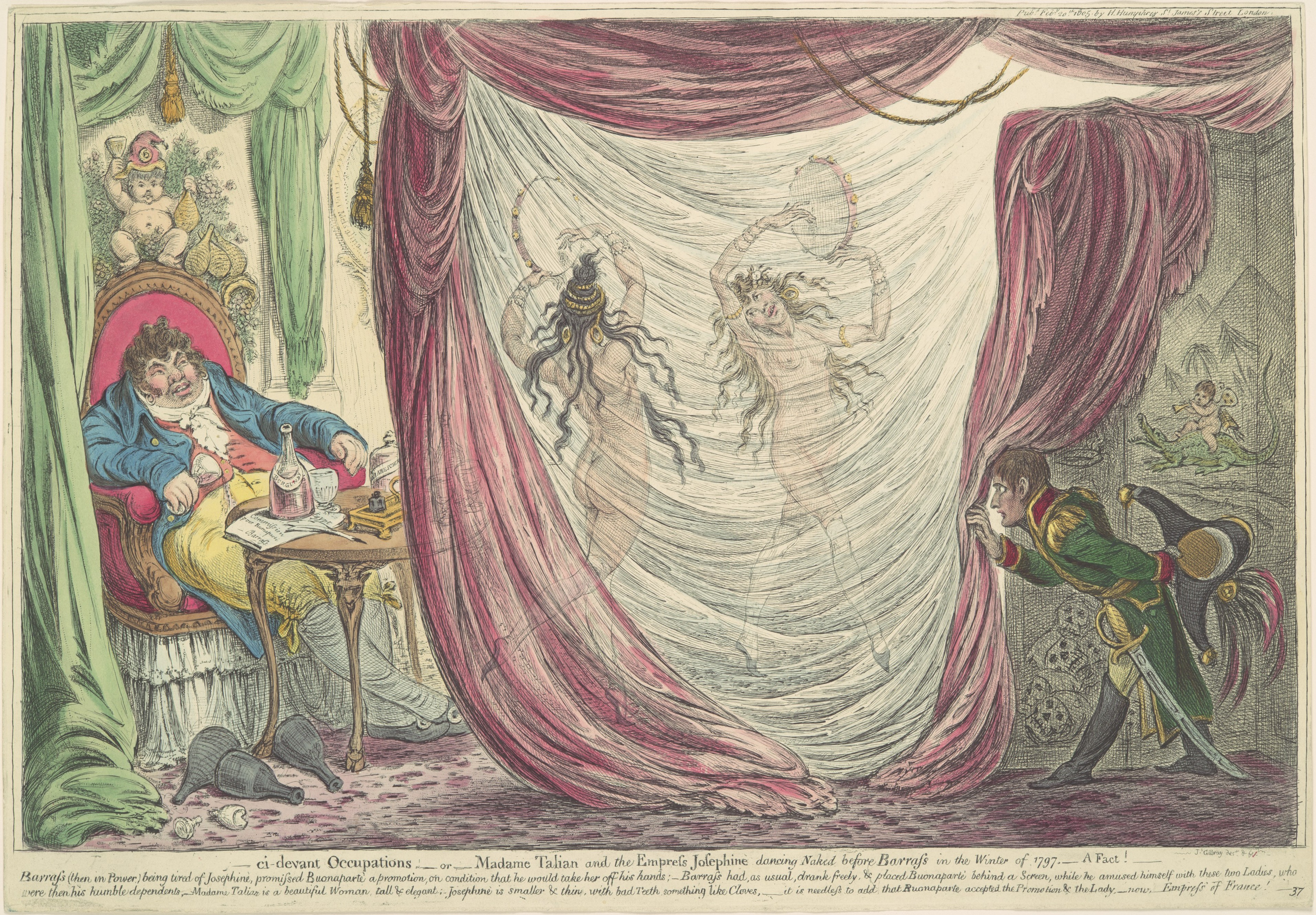
Caricature anglaise de James Gillray (vers 1805) dépeignant Mme Tallien et Joséphine de Beauharnais dansant nues devant Barras durant l’hiver 1797, tandis que le général Bonaparte observe la scène.

Avec sa vie accidentée et sa personnalité provençale haute en couleur, le personnage de Paul Barras se prête aux anecdotes et aux légendes.
Barras était connu dans les salons parisiens pour aimer « s’entourer de femmes belles et spirituelles qu'il ne touchait jamais ». C’est lui qui facilite le mariage, dont il sera le témoin, entre Joséphine de Beauharnais, qui avait été sa maîtresse, et Napoléon Bonaparte. Il est en particulier le grand ami de Thérésa Cabarrus, surnommée « Notre-Dame de Thermidor » parce qu’elle a poussé son amant d’alors, le conventionnel Tallien, à renverser Robespierre. Elle lui tient lieu d’épouse et recevait pour lui, si bien qu’on la surnomme cette fois « la reine du Directoire ».
Certains de ses contemporains (dont Talleyrand et le général Danican) lui ont également prêté des relations avec des hommes, dont son aide-de-camp Raymond Valz,,. Reprenant ces témoignages, des historiens contemporains arguent de son homosexualité ou de sa bisexualité : Thierry Pastorello voit ainsi en Barras un « homosexuel [..] qui maintient une certaine forme de discrétion » voire un probable « adepte de cette bisexualité propre à l'aristocratie » et Jacques-Olivier Boudon le qualifie d'« un des homosexuels les plus connus de l'époque » dont « l'intérêt [qu'il] porte aux jeunes hommes est alors de notoriété courante ».
Entre 1796 et 1797, Barras est propriétaire du château de Bel-Air à Suresnes, où il recevait des amis comme Bonaparte et Talleyrand,.
Pendant la période révolutionnaire, un certain nombre de communes changèrent de nom. La commune de Saint-Maximin ayant ainsi pris le nom de Marathon, celle de Saint-Raphaël, voisine, décida de s’appeler « Barrathon », en arguant que si leurs voisins rendaient hommage à Marat (Marat-thon), eux rendaient hommage à Barras (Barras-thon).
Le personnage de Paul Barras est évoqué dans l’opérette La Fille de madame Angot dont l’action se situe pendant le Directoire et dont un des personnages est Mademoiselle Lange, sa favorite : 
Barras est roi, Lange est sa reine

Ah vraiment, c'était pas la peine,

C'était pas la peine assurément

De changer de gouvernement !
Barras est également l'un des personnages principaux de la pièce de Victorien Sardou : Paméla, marchande de frivolité (1898).
Le Directoire et son gouvernement sont une période mal aimée de l’histoire de la Révolution ; certains historiens estiment même que la Révolution s’est achevée le 10 thermidor an II. Paul Barras pâtit du même discrédit, entretenu par la mythologie napoléonienne. Pourtant, comme le soulignent notamment les historiens Jean Tulard et Georges Lefebvre, de nombreuses réformes attribuées au Consulat et à l’Empire ont été préparées et élaborées par le Directoire.

## Publications

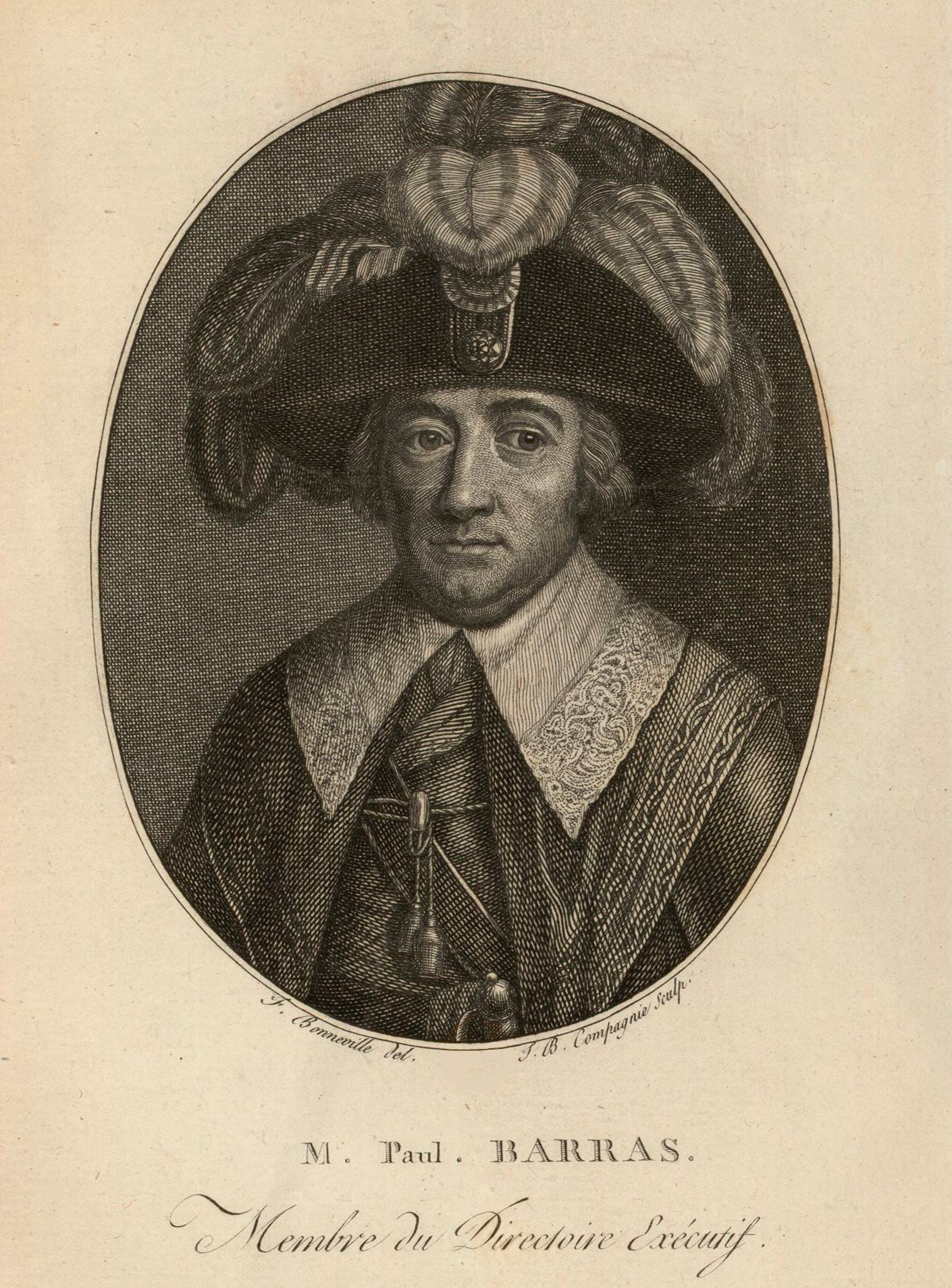
Paul Barras, membre du Directoire exécutif.
Gravure d'après François Bonneville, Paris, BnF, 1796.

- Paul Barras, Mémoires de Barras, membre du Directoire : Ancien régime-Révolution, vol. I, Paris, Hachette, 1895-1896, 464 p. (lire en ligne)
- Paul Barras, Mémoires de Barras, membre du Directoire : Le Directoire jusqu'au 18 Fructidor, vol. II, Paris, Hachette, 1895-1896, 562 p. (lire en ligne)
- Paul Barras, Mémoires de Barras, membre du Directoire : Le Directoire du 18 Fructidor au 18 Brumaire, vol. III, Paris, Hachette, 1895-1896, 567 p. (lire en ligne)
- Paul Barras, Mémoires de Barras, membre du Directoire : Consulat – Empire – Restauration, vol. IV, Paris, Hachette, 1895-1896, 588 p. (lire en ligne)
- Mémoires (édition présentée et annotée par Jean-Pierre Thomas). Paris, Mercure de France, coll. « Le Temps retrouvé », 2005. 395 pages.  (ISBN 2-7152-2513-X). Compte rendu de cette édition par Michel Biard dans les Annales historiques de la Révolution française, no 343, 2006, p. 247-249. Précédentes éditions, sous une forme parfois plus complète, en un ou plusieurs volumes, en 1895-1896, 1946, 1969 et, sous forme de microfiches, en 1995.
- Autre édition des Mémoires. Clermont-Ferrand : Paléo, coll. « Sources de l’histoire de France : la Révolution française », 2004. 2 volumes :
  - Pondichéry-Toulon : 1769-1793 [Mémoires, tome 1]. 226 p., 21 cm.  (ISBN 2-84909-106-5).
  - Thermidor : 1793-1795 [Mémoires, tome 2]. 204 p., 21 cm.  (ISBN 2-84909-107-3).

## Représentations dans la culture

### Cinéma
Dans le film Napoléon de Sacha Guitry (1954), Barras est interprété par Pierre Brasseur.
Dans le film Napoléon de Ridley Scott (2023), Barras est interprété par Tahar Rahim.

### Télévision
Dans la série La Guerre des trônes, la véritable histoire de l'Europe de Vanessa Pontet (2024), Barras est interprété par Michel Cymes.

### Bibliographie

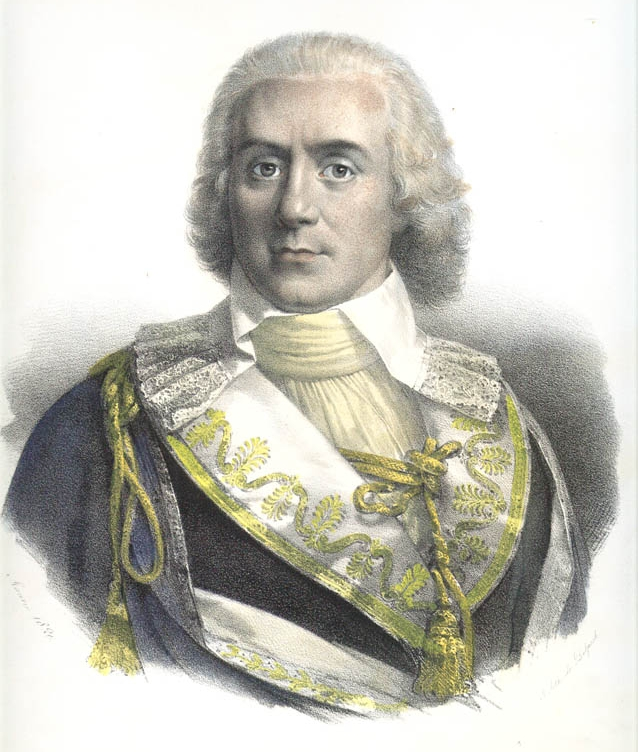
Le Directeur Barras. Lithographie de François-Séraphin Delpech d'après un portrait par Nicolas-Eustache Maurin, 1826.